# Belgisches Institut für Postdienste und Telekommunikation
Das Belgische Institut für Postdienste und Telekommunikation (niederländisch Belgisch Instituut voor postdiensten en telecommunicatie, französisch Institut belge des services postaux et des télécommunications, kurz BIPT) ist die belgische Regulierungsbehörde für den Telekommunikations- und Postmarkt. Sie hat ihren Sitz in Brüssel. Das Belgische Institut für Postdienste und Telekommunikation wurde 1991 als halbstaatliche Behörde gegründet. Es ist Mitgliedsverwaltung der CEPT.
Als föderale Behörde übt es folgende Funktionen aus: 
- Regulierung des elektronischen Kommunikationsmarktes
- Regulierung des Postmarktes
- Verwaltung des Spektrums der Funkfrequenzen
- Medienregulierung in der Region Brüssel-Hauptstadt.

## Ziele des Belgischen Instituts für Postdienste und Telekommunikation
Die Grundprinzipien des BIPT sind:
- Interessen der Verbraucher schützen
- Förderung des Wettbewerbs (Marktzugang)
- Soziale Inklusion
- Management knapper Ressourcen
- Netzwerksicherheit